# Ryū Murakami
Ryū Murakami (村上龍) es un escritor y director de cine japonés nacido en Sasebo (Nagasaki) el 19 de febrero de 1952. Su nombre verdadero es Murakami Ryunosuke (村上龍之介?). Debido a la coincidencia de apellidos con Haruki Murakami, en los ochenta sería frecuente que se hablara de los "dos Murakamis", aunque en realidad no son parientes ni comparten mucho en términos literarios.
Sus novelas suelen caracterizarse por la crudeza en las descripciones y la violencia de las situaciones narradas. El hecho de haber vivido cerca de una base militar estadounidense en su Sasebo natal le permitió conocer en profundidad la cultura e idiosincrasia norteamericana. Sus obras más conocidas son Azul casi transparente, de la que Murakami dirigió su adaptación cinematográfica, Sopa de Miso y Piercing.

## Biografía
El primer contacto artístico de Murakami tuvo lugar durante su etapa como estudiante cuando se integró como batería en el grupo de rock Coelacanth. Tras graduarse en el instituto en 1970 formó otra banda rock y comenzó a filmar películas independientes en formato de 8 milímetros. Sin embargo sería en 1976 cuando comenzó su prolífica carrera como novelista con la publicación de Azul casi transparente, obra que lo convirtió en bestseller al mostrar un grupo de jóvenes japoneses desilusionados que se autodestruyen en una espiral de drogas y rock. Escrita con 24 años le granjeó el elogio de la crítica especializada y, gracias a ella, obtuvo el premio Akutagawa. Posteriormente Murakami dirigiría una adaptación homónima al cine estrenada en 1979.

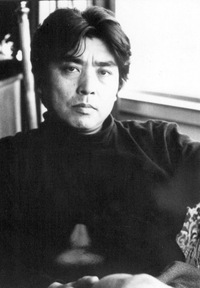

Ryu Murakami también inició una carrera como director y guionista cinematográfico. De sus obras cinematográficas cabe destacar Tokyo Decadence (1992) que contó con la participación en la banda sonora del compositor y músico Ryuichi Sakamoto.

## Libros
| Año  | Título Japonés                                                  | Título en español (o traducción)            | Comentarios |
| 1976 | 限りなく透明に近いブルー Kagirinaku tōmeini chikai burū         | Azul casi transparente                      | Traducida al inglés por Nancy Andrew. Traducida al español del inglés por Jorge G. Berlanga. Publicada en español en septiembre de 1982.               |
| 1977 | 海の向こうで戦争が始まる Umi no mukō de sensō ga hajimaru       | La guerra empieza más allá del mar          | |
| 1980 | コインロッカー・ベイビーズ Koinrokkā Beibīzu                    | Los chicos de las taquillas                 | Traducida al español del inglés por Pilar Álvarez Sierra. Publicada en español en septiembre de 2010.                                                  |
| 1986 | 走れ！タカハシ Hashire! Takahashi                               | ¡Corre! Takahashi                           | |
| 1987 | 69 sixty nine Shikusutinain                                     | 69                                          | Traducida al español por J.C. Cortés. Publicada en 2024.                                                                                               |
| 1989 | ラッフルズホテル Raffuruzu Hoteru                               | Raffles Hotel (novel)                       | |
| 1993 | エクスタシー Ekusutashī                                         | Éxtasis                                     | |
| 1994 | 五分後の世界 Gofungo no Sekai                                   | El mundo en cinco minutos desde ahora mismo | |
| 1994 | ピアッシング Piasshingu                                         | Piercing                                    | Traducida al inglés por Ralph F. McCarthy. Publicada en inglés en enero de 2007.                                                                       |
| 1995 | KYOKO Kyōko                                                     | Kyoko                                       | Traducida al francés por Corinne Atlan |
| 1997 | オーディション Ōdishon                                          | Audición                                    | Traducida al inglés por Ralph F. McCarthy. Publicada en inglés en 2009. Traducida al español por J.C. Cortés. Publicada en 2021.                       |
| 1997 | イン ザ・ミソスープ In za Misosūpu                              | Sopa de miso                                | Traducida al inglés por Ralph F. McCarthy. Publicada en inglés en 2005. Traducida al francés por Corinne Atlan. Publicada en francés en enero de 2003. |
| 1997 | ストレンジ・デイズ Sutorenji Deizu                              | Días extraños                               | |
| 1998 | ライン Rain                                                     | Líneas                                      | Traducida al francés por Corinne Atlan |
| 2000 | 共生虫 Kyōsei chū                                               | Parásitos                                   | Traducida al francés por Sylvain Cardonnel |
| 2000 | メランコリア Merankoria                                         | Melancolía                                  | |
| 2005 |                                                                 | Soy un novelista                            | Historia corta publicada en la revista The New Yorker. Traducción al inglés por Ralph McCarthy                                                         |
| 2005 | 半島を出よ Hanto Wo Deyo                                        |                                             | |
| 2006 | ダイアローグ 村上壟X伊藤穣一 Daiarōgu Murakami Ryū X Itō Jōichi | Diálogo: Ryu Murakami X Joichi Ito          | |
| 2022 | Tokyo Decadence                                                 | Decadencia de Tokio                         | Conjunto de cuentos. Traducida al español por J.C. Cortés. Publicada en 2022.                                                                          |

## Filmografía
| Año  | Título en Japonés                                       | Título en Español (o traducción) | Comentarios         |
| 1979 | 限りなく透明に近いブルー Kagirinaku tōmeini chikai burū | Azul casi transparente           | Escritor, director  |
| 1983 | だいじょうぶマイ・フレンド Daijōbu mai furendo          | Todo correcto, amigo mío         | Escritor, director  |
| 1989 | ラッフルズホテル Raffuruzu Hoteru                       | Raffles Hotel                    | Escritor, director  |
| 1992 | トパーズ Topāzu                                         | Tokyo Decadence, Esclavas        | Escritor, director  |
| 1996 | ラブ＆ポップ Rabu & Poppu                               | Love & Pop                       | Escritor            |
| 1999 | オーディション Ōdishon                                  | Audition, Audición               | Escritor            |
| 2000 | KYOKO                                                   | Because of You                   | Escritor, director  |
| 2001 | 走れ！イチロー Hashire! Ichirō                          |                                  | Escritor            |
| 2004 | シクスティナイン Shikusutinain                          | 69                               | Escritor            |
| 2006 | ポプラル！ Popular!                                     |                                  | Productor Ejecutivo |
| 2008 | コインロッカー・ベイビーズ Koinrokkā Beibīzu            | Los chicos de las taquillas      | Escritor            |